# Britische Klasse 332
Die Fahrzeuge der britischen Klasse 332 (Class 332) waren elektrische Triebzüge (englisch: electric multiple unit, kurz EMU) im Vereinigten Königreich. Sie wurden auf der Flughafenlinie Heathrow Express eingesetzt und sind Vorläufer der Class 333. Im Vergleich zu dieser weisen die Fahrzeuge der Class 332 eine geringfügig höhere Beschleunigung und ein reduziertes Sitzplatzangebot auf.

## Hersteller
Die Hersteller waren Siemens Transportation Systems und die spanische CAF S.A. (Construcciones y Auxiliar de Ferrocarriles), in deren Werk in Saragossa die Fertigung erfolgte. Im Juni 1998 nahm die Baureihe 332 den Fahrgastbetrieb auf.

## Fahrzeuge
Die Stahlfahrzeuge sind vollklimatisiert, haben eine Toilette, ein Fahrgastinformationssystem, ein separates Gepäckabteil für bereits im Bahnhof Paddington eingechecktes Gepäck und sind mit dem Zugsicherungssystem GW ATP ausgestattet. Die Endwagen bilden die angetriebenen Triebköpfe.
2013 wurden die Innenräume aller Züge vom Hersteller Siemens modernisiert. Dabei erhielten die Fahrzeuge unter anderem neue Sitze mit je einer Steckdose, neue Fußböden, neue Gepäckablagen, neue Toilettenanlagen und neue Zwischenwände in den Wagen, sowie neue Fenster und eine neue Deckenbeleuchtung. Im Mai 2013 nahm der erste modernisierte Zug den Betrieb wieder auf.
Die Züge wurden 2019 durch Electrostar der Klasse 387 ersetzt und verschrottet.

## Betreiber und Einsatzgebiete
Die Class 332 wurde als Heathrow Express im 15-Minuten-Takt zwischen dem Bahnhof Paddington im Zentrum von London und zwei Stationen am Flughafen London-Heathrow eingesetzt. Die Fahrtzeiten betragen 15 bzw. 22 Minuten. Täglich wird die Linie von etwa 17.000 Passagieren genutzt.